# Auschwitz (Film)
Auschwitz ist ein deutsch-kanadischer Historienfilm aus dem Jahr 2011 von Uwe Boll über den Holocaust.

## Handlung
Uwe Boll beklagte die mangelnde Zivilcourage in der Gegenwart und das mangelnde Interesse an Kriegsverbrechen. Um das zu beweisen, interviewt er eine Gruppe von Hauptschülern, darunter Migranten und Deutsche, über den Zweiten Weltkrieg sowie den Holocaust. Die Antworten der Jungen und Mädchen sind erschreckend, zeigen sie doch ein eklatantes Halbwissen und Desinteresse. Begriffe wie Konzentrationslager, SS, Juden, Hitler können sie genauso wenig zuordnen wie Zeiten, ob es im 16. Jahrhundert, 19. Jahrhundert, in den 1950er- oder 1960er-Jahren geschah. Mit der Aussage eines Schülers, dass seine Großmutter nicht gerne über diese Dinge spreche, endet der erste dokumentarische Teil.
Einige Menschen sind im Waggon eines fahrenden Zuges und warten bange darauf, wohin sie gebracht werden. Es sind Neuankömmlinge, die von SS-Männern empfangen werden. Sie werden zur Dokumentation aufgereiht. Währenddessen werden bereits andere Häftlinge dazu gezwungen, sich auszuziehen und in einen großen Duschraum zu gehen. Auch dort warten sie und werden kurz darauf mit Giftgas ermordet. Inzwischen wird die angereiste Gruppe in nüchternem Tonfall selektiert und die restliche Gruppe wird durch das Lager in eine kleine Baracke gebracht. Weil unterwegs ein Baby nicht aufhört zu schreien, wird es von einem Soldaten mit einem Schuss in den Hinterkopf ermordet.
Die Gruppe regt sich nicht auf, alles ist still und ruhig. Ein kleiner Junge meint, nicht duschen zu wollen. Während sie im Duschraum sind, werden andere jüdische Gefangene in den Umkleideraum geschickt, um diesen leer zu räumen. Anschließend werden die Sachen nach Wertgegenständen durchsucht, während die deutschen Soldaten sich übers Kaffeetrinken, Urlaubspläne und über defekte Brennöfen unterhalten. Im Hintergrund sind mehrere kreischende Personen und auch Schüsse zu hören, die von den Soldaten keinerlei Beachtung erhalten. Inzwischen wird auch die zweite Menschengruppe in den Duschräumen mit Blausäure erstickt. Als alle tot sind, wird abermals eine Gruppe jüdischer Häftlinge in die Räume geschickt, um die toten Körper in die Krematorien zu bringen.
Zum Schluss erscheinen erneut dokumentarisch einige Interviews mit Schülern. Dieses Mal sind einige der Schüler interessierter und informierter. Zudem verfügen sie über ein ausgeprägteres Hintergrundwissen, das es ihnen ermöglicht, die Geschehnisse in einem größeren Kontext zu betrachten. Boll lenkt die Interviews daraufhin zu historisch ähnlichen Themen, wie den Völkermord an den Armeniern, die Toten in den Gulags unter Josef Stalin sowie die Situation im Palästinensischen Autonomiegebiet. Abschließend meint Boll, dass nicht Gott für alles Handeln verantwortlich sei, sondern man selbst, und es an einem selber liege, Verbrechen zu vermeiden.

## Produktion
- Das historische Filmmaterial des abschließenden Dokumentationsteils wurde von Yad Vashem bereitgestellt.[4]
- Der Film wurde nahezu parallel zu Bloodrayne: The Third Reich in Zagreb, Kroatien gedreht.[5]

## Veröffentlichung
Als Anfang September 2010 im Internet ein Teaser über den Film auftauchte, wurde in der Presse über das Projekt berichtet. Boll sah sich Kritik ausgesetzt.
Die Uraufführung war am 13. Februar 2011 im Berliner Kino Babylon, parallel zur Berlinale 2011. Zeitgleich wurde bekannt, dass Boll Strafanzeige gegen den Leiter der Berlinale Dieter Kosslick gestellt hat, da Gebühren für die Anmeldung von Filmen auch dann einbehalten würden, wenn diese – wie Auschwitz – anschließend nicht auf dem Festival zu sehen seien. Insgesamt habe Boll erfolglos zwanzig Filme eingereicht und dafür jeweils eine Sichtungsgebühr von 125 Euro bezahlen müssen. Boll begründet seinen Schritt auch mit der „Ausbeutung der Independent-Filmer“ und sieht seinen Schritt zusätzlich als Eintreten für die Chancengleichheit.

## Kritik
Der Film stieß in Deutschland größtenteils auf negative bis desaströse Kritiken. Auch vom Publikum wurde der Film enorm schlecht aufgenommen: Bei IMDb bewerteten die User den Film mit durchschnittlich 3,2 von 10 möglichen Punkten, auf Moviepilot sogar nur mit 2,3 von 10.

„Man kann lange darüber streiten, ob es überhaupt möglich oder sinnvoll ist, fiktional in einem Film darzustellen, wie es ‚wirklich in Auschwitz war‘. Eines ist jedoch sicher: So, wie es Boll darstellt, war es in Auschwitz nicht. Unterstellt man Boll schlechte Absichten, könnte man in seinem Film auch eine Verhöhnung der Opfer erkennen.“

„Alles was Uwe Boll zu seinen Absichten mit dem KZ-Drama erzählt hat, ergab für mich absolut Sinn. Aber mit seinem Film hat er mich einmal mehr eines Besseren belehrt. Was dann nämlich über die Leinwand flimmerte, hatte rein gar nichts mit dem zu tun, was der Regisseur selbst in seinem Film zu erkennen glaubt.“

„Trotz lobenswerter Intention scheitert Uwe Boll mit seiner überinszenierten Umsetzung auf desaströse Art und Weise und kann dem Zuschauer zu keinem Zeitpunkt glaubhaft und schockierend das Leben in einem Konzentrationslager vermitteln.“

„Dem Film fehlt Fleiß und Anstrengung. […] Warum unterlegt Boll die Szenen mit Drama-Geklimper, warum zeigt er Erschießungen in Zeitlupe, warum weiß er selbst nicht, ob der Film 1941 oder 1945 spielt? Wie konnte er diesen Film gleich nach (und am gleichen Set wie) ‚Bloodrayne 3‘ (Inhalt: Dr. Mengele baut Zombie-Vampir, um Hitler zu retten) drehen? Er benutzt die Mechanismen seines Trivialkinos so routiniert wie durchschaubar.“